# 倉本順一郎
倉本 順一郎（くらもと じゅんいちろう、1968年4月26日 - ）は、日本の実業家。橋本総業ホールディングス株式会社取締役常務執行役員。

## 人物・経歴
1992年3月千葉商科大学商経学部卒業。1992年３月橋本総業株式会社（現･橋本総業ホールディングス株式会社）入社。2006年10月東京東支店長、2011年４月首都圏第一エリアブロック長、2012年４月執行役員首都圏エリアブロック長、2015年７月上席執行役員首都圏エリアブロック長、2016年６月取締役執行役員首都圏エリア長、2017年４月 取締役常務執行役員･グループ販売企画就任。